# Caproni Ca.97
Caproni Ca.97 byl italský víceúčelový letoun. S tímto letounem zaznamenala továrna Aeroplani Caproni SA první obchodní úspěch ve 30. letech 20. století. Byl vyráběn z hlediska motorizace ve dvou verzích, s jedním a se třemi motory. Letoun byl veřejnosti představen na mezinárodní letecké výstavě v Miláně v roce 1929.

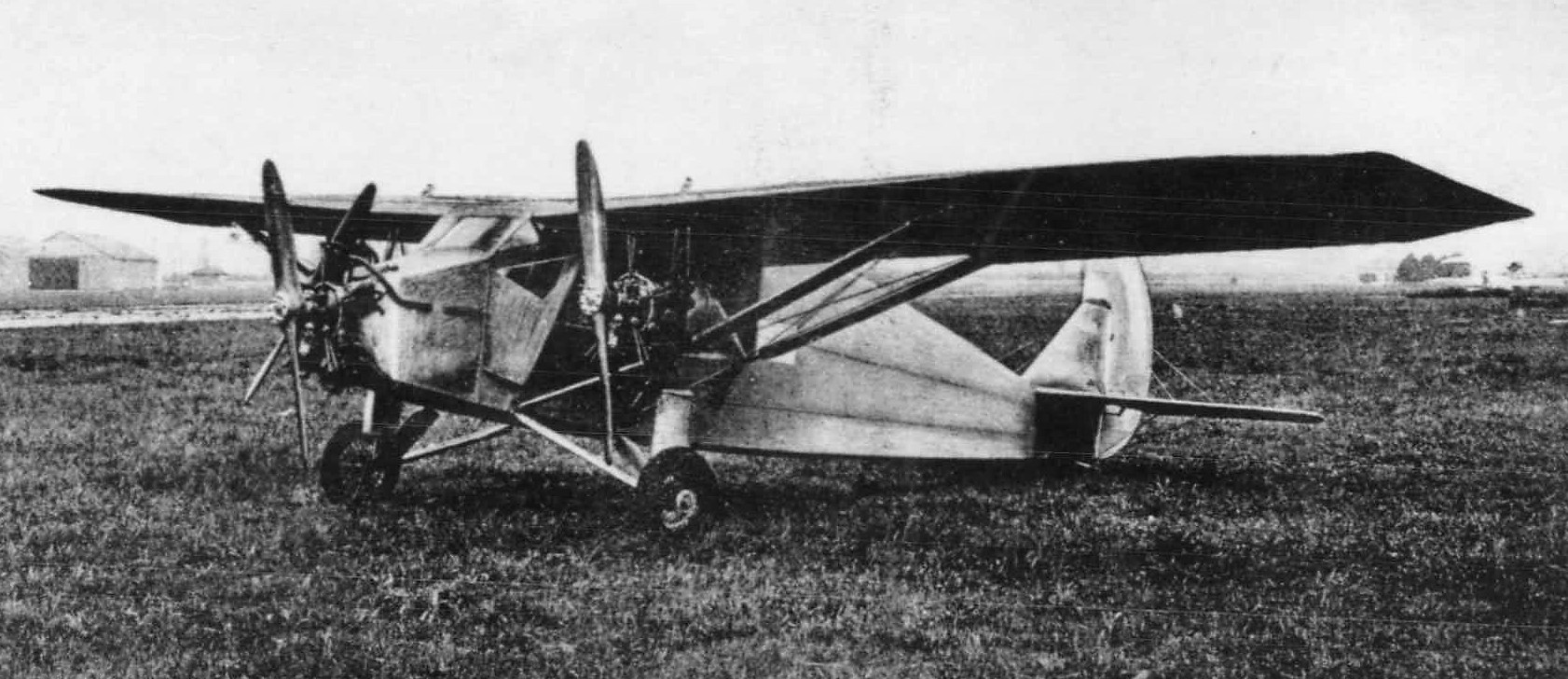
Caproni Ca.97, třímotorová verze s motory Lorraine-Dietrich (NACA Aircraft Circular No.84)

## Vznik a vývoj
Gianni Caproni po válce postavil gigantický létající dopravní člun Caproni C-60 (1920). Při prvním pokusu o vzlet v lednu 1921 se letoun nadnesl asi jen 18 m nad hladinu Lago Maggiore a pak se zabořil přídí do vody. Caproni trval na opravě, avšak když byla téměř hotova, letoun v hangáru shořel. Po této smutné zkušenosti se Caproni vrátil ke stavbě dopravních letounů až v roce 1927. První letoun byl postaven v roce 1927 jako dopravní letoun pro 1–2 piloty a 6 cestujících. Tento hornoplošník byl původně stavěn se třemi motory, namontovanými v ose na přídi a dalšími dvěma nesenými na křídle, v rozpěrných gondolách. Prototyp byl osazen třemi pětiválcovými hvězdicovými motory Lorraine-Dietrich o výkonu 3 x 97 kW (130 k) při 1300–1350 ot/min. Prvním uživatelem se stala společnost Avio Linee Italiane.

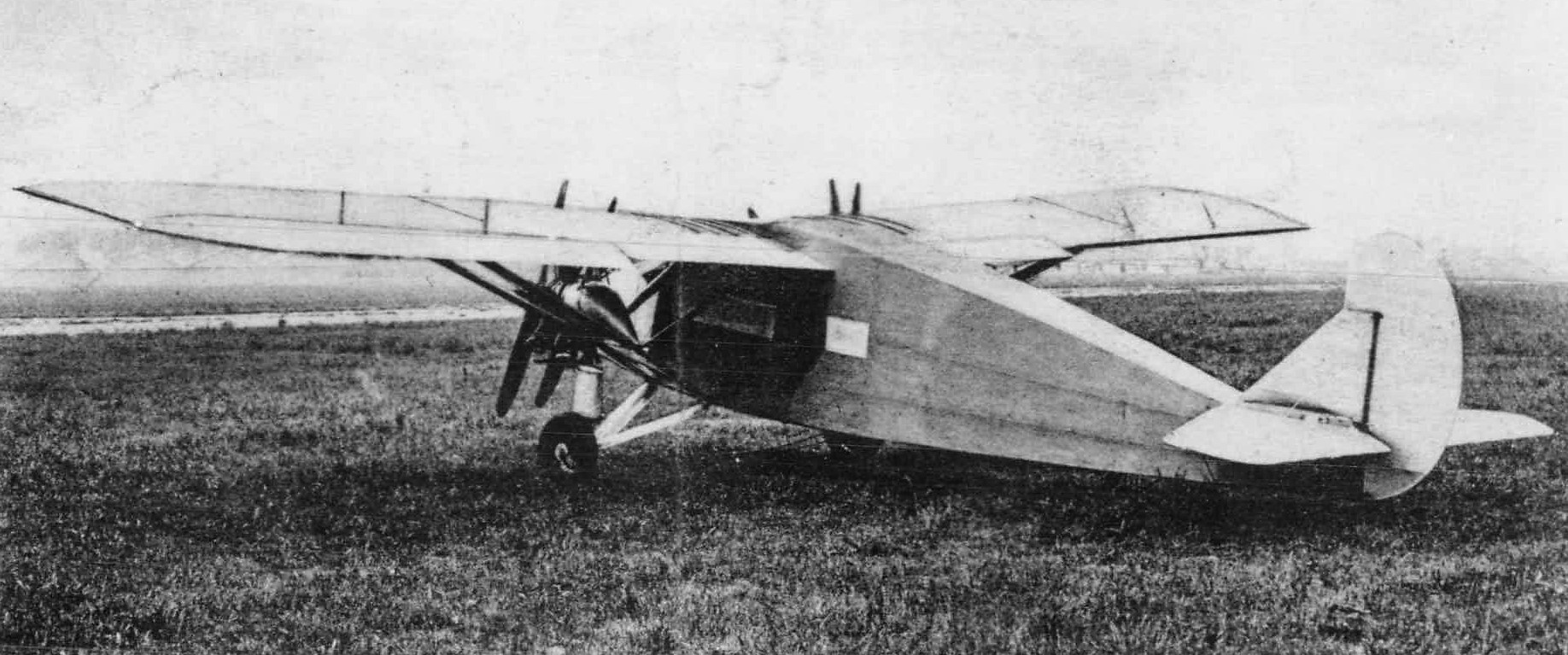
Caproni Ca.97 (NACA Aircraft Circular No.84)

Byly však také postaveny letouny s jedním motorem o celkovém výkonu 400–500 koní (298–373 kW). Po stavbě několika třímotorových letounů označených jako Ca 97 C. Tr. (Colonial Trimotore) došlo ke změně konstrukce a další verze byly stavěny jako jednomotorová letadla.
Víceúčelový letoun Ca.97 byl používán ve vojenských a civilních oblastech. Uplatnil se jako dopravní letoun, cvičný letoun, sanitní letoun, průzkumný letoun a jako lehký bombardér. V sanitním letounu mohl být transportován jeden vážně zraněný "případ" na nosítkách, dva lehce zranění, doktor a asistent nebo zdravotní sestra. Druhou variantou bylo šest zraněných, doktor a zdravotní sestra. V průzkumné verzi byl za křídlem nainstalován stojan kulometu. Verze Ca.97 Idro s jedním hvězdicovým motorem Jupiter IV byla využívána jako hydroplán se dvěma plováky.
Caproni se této zdařilé koncepce více méně držel s mírným zdokonalováním až do roku 1937. Řady jeho třímotorových hornoplošníků pokračovaly typy Ca.101, Ca.133 a Ca.148.
V italském civilním rejstříku je zaneseno 13 imatrikulovaných letadel Ca.97.

## Popis letounu

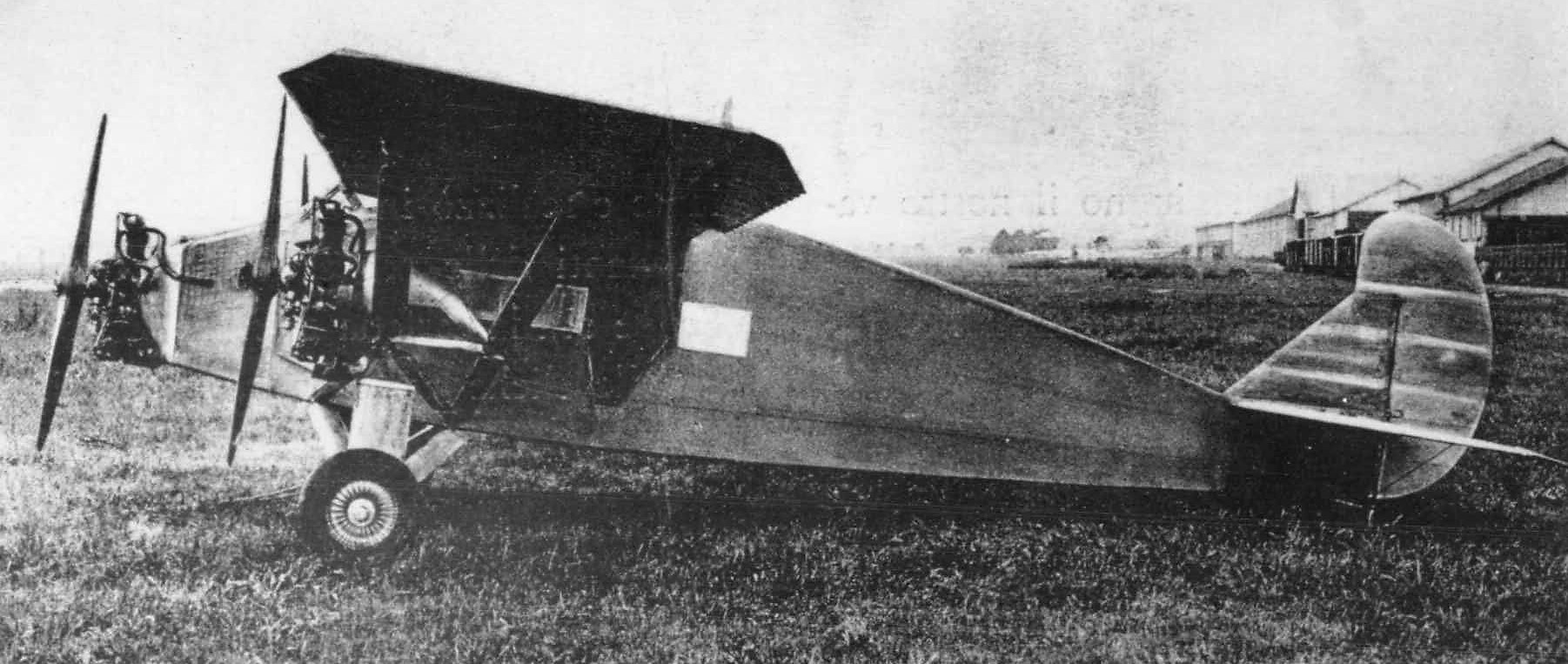
Caproni Ca.97 (NACA Aircraft Circular No.84)

Jednalo se o první celokovové letadlo Caproni. Základním stavebním materiálem byla uhlíková ocel ve formě trubek a drátů. Pevnostní uzly byly zhotoveny z chromové oceli. Křídlo, trup a kormidla byla potažena plátnem. V kabině pro cestující bylo 6 lehkých sedadel z vrbového dřeva, umístěny byly po stranách ve dvou řadách za sebou. Za těmito sedadly byly dveře umožňující přístup do úschovny zavazadel a na toaletu. Podlaha kabiny byla z duralového plechu, dveře byly dřevěné.
Křídlo bylo ze dvou částí, zachycených po každé straně k horním trupovým nosníkům. V křídlech, podepřených na každé straně dvěma mohutnými vzpěrami, byly dvě palivové nádrže z mosazného plechu, ze kterých byl zásobován motor palivem gravitačním spádem. Za motorem, který byl uchycen na rámu ve tvaru trojúhelníka, směrem ke kokpitu byla olejová nádrž. Kormidla i křidélka byla ovládána lany a volantovým řízením. Kolový beznápravový podvozek širokého rozchodu, vyrobený z niklové oceli, se skládal ze dvou trubkových vzpěr, byl zavěšen k trupu univerzálním kloubem. Nárazy tlumil svislý tlumič.

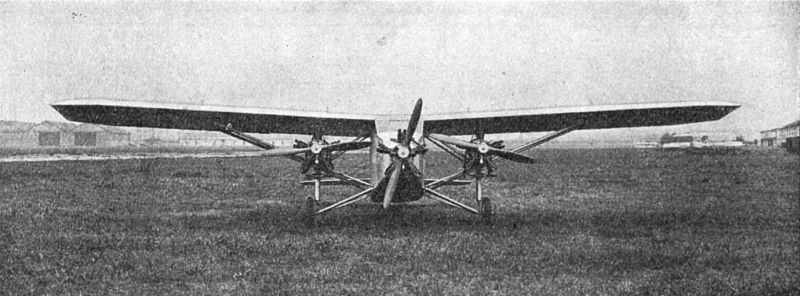
Caproni Ca.97 (Letectví 3/1929)

## Operační nasazení
V základní verzi Ca.97 létaly čtyři letouny (I-AANM, I-ABEK, I-BESO, I-FOTO). Dva byly využívány pro civilní účely: Avio Linee Italiane (Società Aerea Mediterranea) na lince Řím - Milán (I-AANM) a továrnou Caproni (I-ABEK). Další dva byly použity ve vojenském letectví. I-BESO létal z Florencie pro Istituto Geografico Militare (Vojenský geografický ústav) a I-FOTO z římského letiště Montecello pro Ministero Aeronautica (Ministerstvo letectví). Jeden ze tří letounů vyrobených ve verzi Ca.97 C.-Tr. využívala letecká společnost Ala Littoria (I-ABCA), druhý vlastnil Salvatore Castelli z Talieda (I-AAQN) a třetí byl v majetku Ministero Aeronautica (Ministerstvo letectví) a létal z letiště Littorio (I-ALDO).
Zajímavý byl příběh italského třímotorového letadla Caproni Ca.97 (výr. č. 3080) s imatrikulací I-ABEK, která mu byla přidělena v Itálii 13.3.1931. To mělo nainstalovány sedmiválcové motory Walter Venus a přiletělo v březnu do Prahy na jejich výměnu za výkonnější, devítiválcové motory Walter Mars. Po výměně motorů bylo v dubnu předváděno zástupcům ministerstva veřejných prací a národní obrany. Předvedení tohoto letadla bylo úspěšné, protože bylo prodáno do Československa. Nejprve s ním létaly Československé státní aerolinie a později Ústřední letecká škola. Imatrikuce OK-BEK mu byla přidělena 9.10.1931. Letoun létal na letní lince Praha - Mariánské Lázně - Karlovy Vary V té době ČSA provozovaly jednomotorové Aero A-35 a A-38 a třímotorové Letov Š-32, Avia F.VIIb-3m a zmíněný Ca.97. V roce 1935 zavedly ČSA linku Praha - Hradec Králové - Moravská Ostrava (Dolní Benešov u Opavy). Častým hostem na této trati byl i třímotorový Ca.97. Později byl Ca.97 určen ke školení dopravních pilotů a navigátorů letounů byl hangárován pro nedostatek místa na letišti Ruzyně. Letoun byl vymazán z rejstříku v roce 1936.

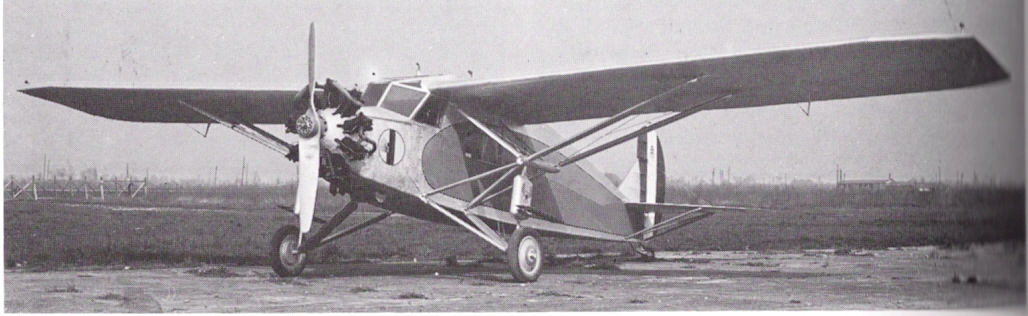
Caproni Ca.97, jednomotorová verze

Ve verzi Ca.97 C-Mon byly vyrobeny 3 letouny I-AALF, I-AALG, I-ABCN, které létaly pro společnost Caproni, především v její Letecké škole Caproni. Ze dvou vyrobených letounů ve verzi Ca.97 Co (I-BEVA) jeden létal z Florencie pro Istituto Geografico Militare (Vojenský geografický ústav) a druhý z nich létal s imatrikulací I-AASV. Jeden ze tří letounů vyrobených ve verzi Ca.97 C-Tr. využívala letecká společnost Ala Littoria (I-ABCA), druhý vlastnil Salvatore Castelli z Talieda (I-AAQN), se kterým létal na lince Milán - Verona - Padova - Benátky, a třetí byl v majetku Ministero Aeronautica (Ministerstvo letectví) a létal z letiště Littorio (I-ALDO). Poslední letoun ve verzi Ca. 97 M vlastnili tovární pilot Mario De Bernadi (Littorio) a později Ing. Umberto Nistri v Římě (I-DEBE).
V Maďarsku registrovaná letadla byla pořízena v roce 1929 jako "mírně olétaná" Ca.97 C-Mon a Ca.97 Co z Itálie. Jednalo se o 4 letouny provozovaná leteckou společností Malert, které získaly imatrikulaci H-MALD resp. H-ALD, H-MALE resp. HA-ALE (I-AASV), H-MALF resp. HA-ALF (I-AALF) a H-MALG resp. HA-ALG (I-AALG). Letouny používané v Maďarsku měly povětšinou čtyřlistou vrtuli.
Vojenské verze používala Regia Aeronautica, zejména v Libyi od listopadu 1929.

## Varianty
Údaje dle

### civilní verze
- Ca.97 – prototyp poháněný pětiválcovými hvězdicovými motory Lorraine-Dietrich 5P 75 kW (100 k), jeden letoun
- Ca.97 C. Tr. – (Coloniale Trimotore – doprava do kolonií), stejné provedení jako Ca.97 ale s jinými třemi motory
- Ca.97 C. Mon. – (Coloniale Monomotore) poháněn jedním motorem Alfa Romeo Jupiter VIII R 363 kW (494 k)
- Ca.97 M. – (Monomotore) poháněn jedním motorem Alfa Romeo Jupiter IV 310 kW (420 k)

### vojenské verze
- Ca.97 Co. – (Coloniale) koloniální průzkumný lehký bombardér poháněný jedním motorem Alfa Romeo Jupiter IV 310 kW (420 k); postaveno pět letadel pro Regia Aeronautica a pro Istituto Geografico Militare (Vojenský geografický ústav)
- Ca.97 Ri. – (Ricognizione) vyzbrojené průzkumné letadlo poháněné jedním motorem Alfa Romeo Jupiter VIII Ri 363 kW (494 k); postaveny čtyři letadla pro Regia Aeronautica.
- Ca.97 Idro – (Idrovolante) hydroplán poháněný jedním motorem Alfa Romeo Jupiter VIII Ri 363 kW (494 k); postaven jeden letoun

## Uživatelé

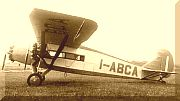
Caproni Ca.97 (I-ABCA)

### civilní
- Italské království
  - Società Area Mediterranea (I-ABCA, výr. č. 3079) a později přešel na Ala Littoria
  - Salvatore Castelli (I-AAQN, výr. č. 2992)
  - Mario De Bernadi/Ing. Umberto Nistri (I-DEBE, výr. č. 132)
- Československo
  - Československé státní aerolinie (OK-BEK/I-ABEK, výr. č. 3080)
  - Ústřední letecká škola
- Maďarsko
  - Magyar Légiforgalmi R.T.

### vojenští
- Italské království
  - Regia Aeronautica
- Maďarsko
  - Maďarské letectvo (Magyar Légierő)

## Specifikace

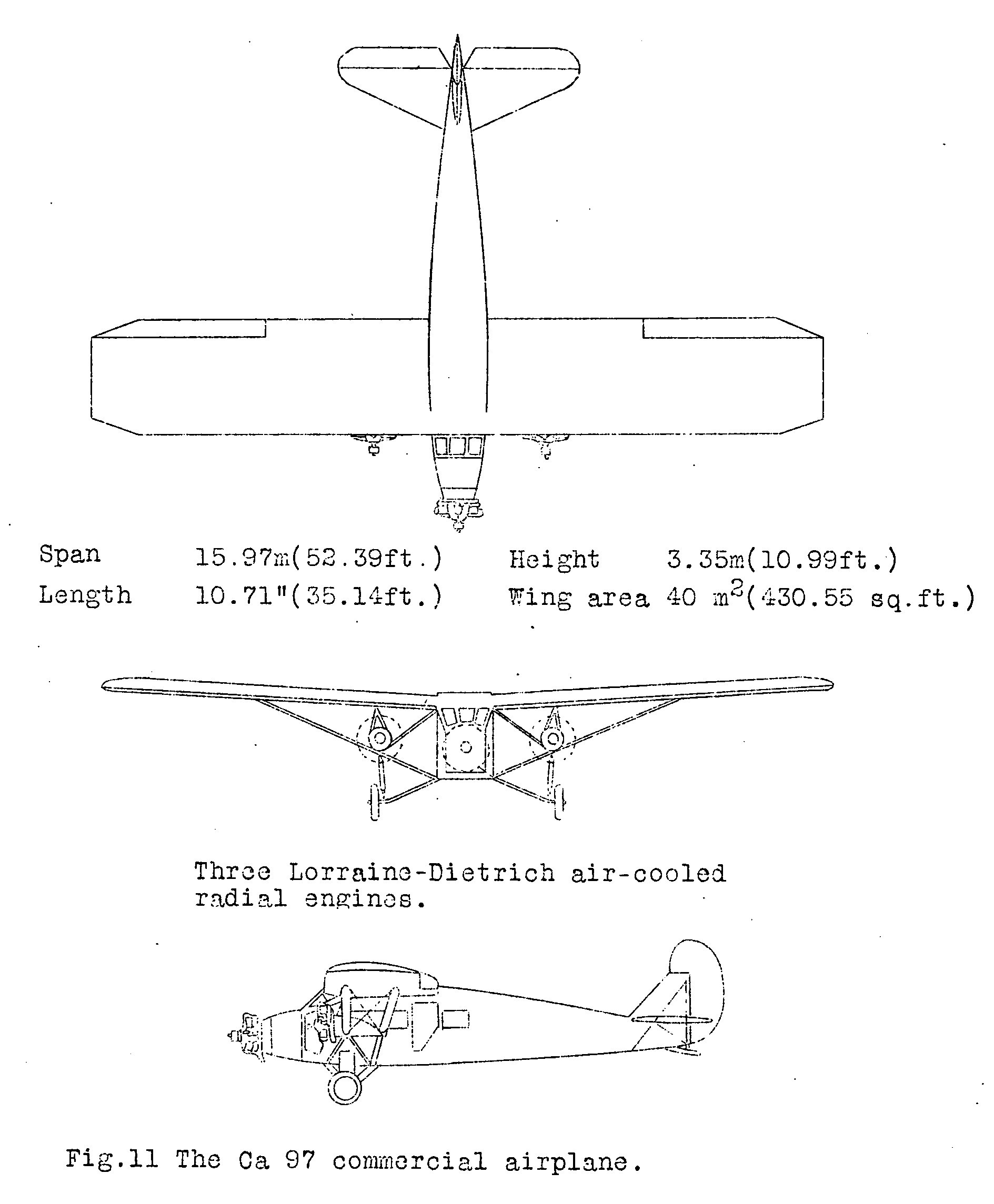
Třímotorové Caproni Ca.97, tříprostorová skica (NACA Aircraft Circular No.84)

Data pro Ca 97 C. Mon. dle

### Technické vlastnosti
- Posádka: 1–2 piloti
- Kapacita: 6 cestujících
- Délka: 11,35 m
- Rozpětí: 16,00 m
- Výška: 3,50 m
- Nosná plocha křídel: 40,00 m²
- Hmotnost prázdného letounu: 1 450 kg
- Celková hmotnost: 2650 kg
- Pohon: 1 × Alfa Romeo Jupiter VIII Ri , devítiválcový radiální motor s výkonem 363 kW (494 k)
- Vrtule: dvoulistá, dřevěná nebo čtyřlistá

### Výkony
- Maximální rychlost: 230 km/h
- Cestovní rychlost: 175 km/h
- Minimální rychlost: 100 km/h
- Dolet: 1 000 km nebo 3,4 h
- Dostup: 6 550 m
- Stoupavost: do 3000 m 11 min.

### Výzbroj (Ca.97 Co., Ca.97 Ri.)
- průzkumný letoun: 2 kulomety 7,7 mm
- lehký bombardér: 1 kulomet 7,7 mm, bomby po 12 kg